# 吕克斯多夫 (图林根州)
吕克斯多夫（德語：Rückersdorf，發音：[ˈʁʏkɐsdɔʁf]）是德国图林根州格赖茨县的市镇，面积12.45平方千米，2023年12月31日人口为680人。